# Bupalus flavomughusaria
Bupalus flavomughusaria là một loài bướm đêm trong họ Geometridae.